# Sveta Trojica
Sveta Trojica (grško starogrško Αγία Τριας ali starogrško Αγία Τριάδα, latinsko Sancta Trinitas) je eno od poimenovanj Boga v krščanstvu. Druga poimenovanja so še: Bog (z veliko začetnico), Gospod ali tudi Tisti, Ki Je (prevod judovske besede Jahve).
Izraz Sveta Trojica nikjer v Svetem pismu ni dobesedno uporabljen, a je povezan s krščanskim razumevanjem Boga. Sveto Trojico sestavljajo tri koeksistenčne osebe. Krščanstvo je sicer monoteistična vera, vendar kristjani verujejo, da se en Bog pojavlja v treh različnih osebah, ki se imenujejo:
- Bog Oče
- Bog Sin
- Sveti Duh

Prvi kristjani so izhajali iz judovstva in so zato verovali samo v enega Boga, v skladu s prvo Božjo zapovedjo, a že od začetka so čutili, da je bil Jezus več kot samo navaden človek. Poleg tega se tudi v judovstvu pojavlja pojem Božjega Duha. Na podlagi teh idej se je izoblikovalo pojmovanje o enem Bogu, ki ga sestavljajo tri osebe, in ga zato imenujemo tudi troedini Bog.
Na prvem ekumenskem koncilu leta 325 v Nikeji so prvič uradno predstavili filozofsko razlago Svete Trojice: gre za tri različne Božje osebe (hipostaze), ki pa imajo isto duhovno substanco in zato vsi skupaj tvorijo enega Boga.
Tri Božje osebe imajo v krščanstvu različne funkcije:
Bog Oče je stvarnik nebes (duhovnega sveta) in zemlje (stvarnega sveta), vseh vidnih (materialnih) in nevidnih (duhovnih) stvari. Bog Oče ni bil ustvarjen niti ni na noben drug način nastal, pač pa preprosto je.
Sin je odrešenik človeštva. Bog Sin je rojen (v duhovnem, ne v materialnem smislu) iz Boga Očeta že začetku časov, potem pa se je za odrešenje človeštva utelesil kot Jezus Kristus.
Sveti Duh je tretja Božja oseba in ljudem posreduje Božje vrline in kreposti, na primer modrost za pravilno razumevanje Božih načrtov.
Pogledi različnih krščanskih Cerkva se glede Svete Trojice kar precej razlikujejo, vendar gre v večini primerov za globoko teološke probleme, o katerih navadni verniki po navadi niti ne premišljujejo. Znano je na primer vprašanje, iz katere Božje osebe izhaja Sveti Duh. Rimskokatoliška cerkev uči, da Sveti Duh izhaja iz Očeta in Sina, pravoslavne Cerkve pa učijo, da Sveti Duh izhaja samo iz Očeta.

## Sveta Trojica v umetnosti
. 
Kronanje Device Marije, slika Diega Velázqueza. Levo na sliki je Sin Božji, desno Bog Oče, nad njima Sveti Duh v obliki goloba. Na sredini je Devica Marija, Jezusova mati.
Ker so starejši krščanski slikarji hoteli dati močan poudarek Trojici, so običajno izbirali enega od naslednjih načinov prikazovanja: 
- Jezus je prikazan v človeški obliki ali predstavljen s simbolom križa ali jagnjeta; nad njim lebdi Sveti Duh predstavljen v obliki goloba, nad njim se vidi poprsje Boga Oćeta ali samo oblak skozi katerega steguje roko.
- Kasneje sta tako Oče kot Sin predstavljana s kompletnim telesom (Jezusa se lahko prepozna po ranah od žebljev na rokah in nogah), med njima lebdi golob, katerega glava, kot tudi pri Očetu in Sinu, je obkrožena s svetniškim sijem.
- Še kasneje so vse tri osebe predstavljene v človeški podobi, sedeče ena poleg druge: Oče v sredini s kraljevsko krono ali papeško tiaro, desno od njega je Jezus s kraljevsko krono, levo Sveti Duh po izgledu mlajši od Očeta in Sina.

Je pa Sveti Duh najpogosteje predstavljen v obliki goloba, kar je bilo tudi najlaže razumeti.